# Eugenio Mira
Eugenio Mira (nascut el 1977 a Castalla, Alcoià) és un director de cinema i compositor valencià.
Després de completar els seus estudis d'institut i de piano, es va mudar a Madrid per a estudiar a l'Escola de Cinema Septima Ars, treballant en la indústria cinematogràfica espanyola com a ajudant d'adreça, en el departament d'art i en el món publicitari. El seu curtmetratge de debut, Fade (2000), va cridar l'atenció de Guillermo del Toro, qui va donar suport a la seva carrera des dels seus inicis, presentant-li al seu agent, Robert Newman (WME).
El seu primer llargmetratge, El cumpleaños (2004), es va convertir en una pel·lícula de culte després de guanyar diversos premis en la primera edició del Fantastic Fest d'Austin, Texas, en el qual ha estrenat les seves pel·lícules des de llavors: el conte gòtic Agnòsia (2010) i la més recent Grand Piano (2013), protagonitzada per Elijah Wood i John Cusack.

## Altres treballs
A més del seu treball com a director, guionista i compositor, Mira també ha desenvolupat puntualment altres tasques, des de director de la segona unitat a The Impossible (Juan Antonio Bayona, 2012) fins a actor, interpretant a un jove Robert De Niro a Llums vermells (Rodrigo Cortés, 2011).
Mira es troba en l'actualitat desenvolupant diversos projectes de pel·lícula i està a punt de presentar el primer àlbum del seu nou projecte musical Pagana (estilitzat com a P ^ G ^ N ^). Aquest àlbum serà el primer del seu propi segell discogràfic Paramirama.

## Filmografia
Com a compositor
- El cumpleaños (2004)
- Los Totenwackers (2007)
- Los cronocrímenes (2007)
- Dos manos zurdas y un racimo de ojos manchados de gris (curtmetratge, 2008)
- Agnòsia (2010)
- Verónica (2017)

com a director
- Fade (2000)
- Diminutos del calvario (curtmetratge, 2002)
- El cumpleaños (2004)
- Agnòsia (2010)
- Grand Piano (2013)